# Charlotta Frölich
Charlotta Frölich (28 de noviembre de 1698 - 21 de julio de 1770) fue una escritora, historiadora, agrónoma, noble, y poetisa sueca. Escribió poemas, historias y trabajos sobre temas políticos y científicos y fue la primera mujer en ser publicada por la Real Academia de las Ciencias de Suecia. En ocasiones utilizó el seudónimo "Lotta Triven". 

## Biografía
Charlotta Frölich era hija del conde Carl Gustaf Frölich y de Beata Christina Cronström, y sobrina de la autora y visionaria religiosa Eva Margareta Frölich. En 1735 contrajo matrimonio con Johan Funck, gobernador de Uppland. Frölich describió su infancia como una muy estricta, privada de cualquier lujo y consagrada al luteranismo y al trabajo duro, y declaró que fue educada en historia, lectura, escritura, tareas del hogar y religión. Evitó el matrimonio durante varios años porque deseaba dedicarse a la agricultura. Sin embargo, tras su unión con Funck, continuaría con esta labor. Tanto antes como durante de su matrimonio, Frölich fue propietaria de la hacienda Överbo, donde tenía un alto horno en el que fabricaba arrabio.
Entre los años 1741 y 1742, se convertiría en la primera mujer en ser publicada por la Real Academia de las Ciencias de Suecia, con tres libros sobre agronomía en los que describía sus experiencias propias y aportaba varios inventos en agricultura. La única otra mujer que fue publicada por la Academia de las Ciencias durante la Era de la Libertad (Frihetstiden) fue Eva Ekeblad. En 1759 Charlotta Frölich publicó un libro sobre historia, lo que la convertiría en la primera historiadora de su país. En 1768 fue, junto con Françoise Marguerite Janiçon, una de las dos mujeres que participaron en el debate político sobre las políticas económicas del estado en el que Frölich ya había publicado previamente sin un seudónimo.
Fue también una poetisa famosa por sus poesías fúnebres.

## Trabajos[4]
- Et ankommit bref om såningsmachinen under namn af Lotta Triven (Se hizo un anuncio sobre la máquina de siembra bajo el nombre de Lotta Triven.) (1741), libro sobre agronomía.

- Huru Norrlands bråkorn bör skötas i södre orterne i Swerige, beskrifwit af Lotta Triwen (1742), libro sobre agronomía.

- I föregående ämne eller om ängeskötsel är ingifwit af Lotta Triwn (1742), libro sobre agronomía.

- Swea och Götha christna konungars sagor, sammanfattade til underrättelse för Sweriges almoge och menige man, som af dem kunna lära, huru deras k. fädernesland ifrån flera hundrade år tilbakars blifwit regerat, samt se, huru på gudsfruktan,: laglydnad, dygd och enighet altid följt Guds wälsignelse; men deremot synd, lagens och eders öfwerträdelse, samt oenighet, haft til påföljder swåra landsplågor, blodsutgiutelser, förödelser m.m. (1759), libro de historia.

- Charlotta Frölichs Enslighets nöje, eller Gudeliga tanckar under en andäktig bibel-läsning yttrade i rim i anledning af åtskilliga anderika språk, som til enskylt ro och förnöjelse samt lefwernes förbättring blifwit anförde och korteligen: förklarade. Tryckt i Upsala 1763 (1763), libro de oración espiritual.

- Den utflugne bi-swärmen, eller Högwälborna fru grefwinnan - - N.N:s. berättelse til herr - - - - - N.N. Om en af honom gifwen, men år 1768 förolyckad bi- stock eller bi-kupa. Jämte herr - - - - - N.N:s swar på samma berättelse Stockholm, tryckt hos Lorens Ludvig Grefing 1768 (1768), libro sobre política.

- Poëme, till allmänheten, om folck-ökningen i Sverige (1768), libro sobre política.